# Pachynematus
Pachynematus is een geslacht van  echte bladwespen (familie Tenthredinidae).

## Soorten
- P. acutiventris (Hellen, 1948)
- P. aequalis Lindqvist, 1974
- P. albipennis (Hartig, 1837)
- P. albiventris Lindqvist, 1958
- P. annulatus (Gimmerthal, 1834)
- P. calcicola Benson, 1948
- P. clibrichellus (Cameron, 1878)
- P. clitellatus (Serville, 1823)
- P. declinatus (Forster, 1854)
- P. dentatus Lindqvist, 1937
- P. duplex (Serville, 1823)
- P. excisus (C. G. Thomson, 1862)
- P. fallax (Serville, 1823)
- P. gehrsi Konow, 1903
- P. glabriceps Lindqvist, 1949
- P. hungaricus Haris, 2001
- P. imperfectus (Zaddach, 1876)
- P. infirmus (Forster, 1854)
- P. inopinatus Lindqvist, 1949
- P. insignis (Hartig, 1840)
- P. itoi Okutani, 1955
- P. legirupus Konow, 1903
- P. lichtwardti Konow, 1903
- P. moerens (Forster, 1854)
- P. montanus (Zaddach, 1883)

- P. nigerrimus Konow, 1903
- P. obductus (Hartig, 1837)
- P. omega (Benson, 1955)
- P. pallescens (Hartig, 1837)
- P. parvilabris (C. G. Thomson, 1862)
- P. pumilio Konow, 1903
- P. punctifrons Malaise, 1921
- P. rugosulus Lindqvist, 1958
- P. salicicola Enslin, 1916
- P. scutellatus (Hartig, 1837)
- P. smithae Ross, 1945
- P. styx Benson, 1958
- P. taegeri (Lacourt, 1996)
- P. tenuiserra Lindqvist, 1949
- P. udus (Holmgren, 1883)
- P. vaginosus Konow, 1903
- P. vagus (Fabricius, 1781)
- P. virginalis Liston, 1980